# Glenn Yarbrough
Glenn Yarbrough (* 12. Januar 1930 in Milwaukee, Wisconsin; † 11. August 2016 in Nashville, Tennessee) war ein US-amerikanischer Sänger und Gitarrist.

## Leben
Yarbroughs erste Aufnahme war 1951 die Single Follow the Drinking Gourd / The Reaper’s Ghost. Nachdem er bereits als Solosänger bekannt geworden war, gründete er mit Louis Gottlieb und Alex Hassilev 1959 die Band The Limeliters, mit der er vor allem Anfang der 1960er Jahre Erfolge feiern konnte. Yarbrough war Tenorsänger und Gitarrist der Band.
Nach dieser Zeit veröffentlichte er wieder unter seinem eigenen Namen; bekannt wurde er vor allem mit dem Titel Baby The Rain Must Fall (US-Hit auf Platz 12, 1965).
Yarbrough war auch in den englischsprachigen Originalversionen der von Arthur Rankin Jr. und Jules Bass produzierten Animationsfilme The Hobbit (1977) und The Return of the King (1980, beide nach J.R.R. Tolkien) zu hören; unter anderem sang er die Lieder The Road Goes Ever On und Frodo of the Nine Fingers.
Er war auch mit mehr als 75 Jahren noch mit der Havenstock River Band auf Tournee in den USA.
In seiner Freizeit war Yarbrough ein begeisterter Segler und hat mehr als 65.000 Seemeilen auf dem Meer zurückgelegt.

## Diskografie

### Glenn Yarbrough
- 1951: Follow the Drinking Gourd / The Reaper’s Ghost
- 1964: One More Round
- 1965: Baby The Rain Must Fall
- 1967: For Emily, Whenever I May Find Her
- 1971: Glenn Yarbrough and The Havenstock River Band
- 1987: Ways Of Love (Duett mit Hildegard Knef)
- 2004: Old Fashioned Love Story

### The Limeliters
- 1961: Tonight in Person (US-Charts Platz 5)
- 1962: Through Children’s Eyes
- 1991: Joy Across the Land (Glenn Yarbrough and the Limeliters)

## Filmografie
- 1977: The Hobbit
- 1980: The Return of the King